# Henry A. Walke
Henry A. Walke (Princess Anne County (Virginia), 24 december 1809 - New York, 8 maart 1896) was een marinebevelhebber tijdens de Amerikaanse Burgeroorlog. Hij werd kapitein op diverse oorlogsschepen en tevens over de eerste toenmalige ijzeren kanonneerboten en pantserschepen van de Unie-strijdkrachten. Later werd hij bevorderd tot schout-bij-nacht bij de US Navy.
Walke werd aangesteld als adelborst in de US Navy in februari 1827 en diende op verscheidene posten in meerdere delen in de wereld voor de volgende drie, tientallen jaren. Hij was ook verwikkeld in verscheidene gevechtsoperaties langs de Mexicaanse Oostkust in 1847.

## Amerikaanse Burgeroorlog
Begin 1861 ondersteunde commandant Walke de Uniestrijdkrachten, te Pensacola in Florida, tijdens de inleidende gebeurtenissen tot het uitbreken van de Amerikaanse Burgeroorlog.
Later in 1861, had hij het bevel over de houten kanonneerboot USS Tyler gedurende eerdere operaties langs de westelijke rivieren. In januari 1862 nam Henry Walke het bevel over het ijzeren pantserschip-kanonneerboot USS Carondelet, en leidde haar door intense acties, dat de eerste helft van dat jaar kenmerkte. Walke werd gepromoveerd tot kapitein in januari 1862 en rustte het grote rivier-pantserschip USS Lafayette uit, tot een geduchte tegenstander van de Federale Zuiderlijken, de Geconfedereerde Staten van Amerika, waar hij over dit oorlogsschip het bevel had. Dan kreeg hij opdracht om het bevel over te nemen van de lichte ijzeren pantserkruiser USS Fort Jackson. De daaropvolgende septembermaand werd hij dienstdoende kapitein op het stoomsloep USS Sacramento, een opdracht dat het laatste was, tot het einde van de Amerikaanse Burgeroorlog.

## Latere leven
Henry Walke werd bevorderd tot kapitein-ter-zee in juli 1866, en nam het bevel over het Marinehoofdkwartier in Mount City (Illinois) van 1868 tot 1870. Hij behaalde de rang van schout-bij-nacht in juli 1870 en ging met pensioen in april 1871. Hij werd onmiddellijk teruggeroepen om te dienen onder admiraal David Dixon Porter. Vervolgens werd hij benoemd in de Lighthouse Board, die tot taak had de Amerikaanse vuurtorens te onderhouden. In april 1873 verliet hij de actieve dienst. Schout-bij-nacht Henry A. Walke hield zich in het verdere leven bezig met schrijven en kunst, tot aan zijn overlijden op 86-jarige leeftijd.
In 1940 werd er een torpedojager, de USS Walke (DD-416), naar hem genoemd.

## Militaire loopbaan
- Midshipman: 1 februari 1827[2]
- Passed midshipman: 12 juli 1833
- Lieutenant: 5 oktober 1840
- Commander:
- Captain: augustus 1862[2]
- Commodore: 31 juli 1866[2]
- Rear Admiral: 20 juli 1870[2]